# Czubiki
Czubiki, jerzyki drzewne (Hemiprocnidae) – monotypowa rodzina ptaków z rzędu krótkonogich (Apodiformes). 

## Występowanie
Rodzina obejmuje gatunki występujące w południowej i południowo-wschodniej Azji i Australazji.

## Charakterystyka
Długość ciała 15–31 cm; masa ciała 56–79 g. Obejmuje ptaki małe lub średnie, nie tak dobrze przystosowane do życia w powietrzu jak inne jerzykowate; zewnętrznie podobne do jaskółek – ze względu na wydłużone zewnętrzne sterówki; bardziej zwinny lot, zwyczaj siadania na gałązkach, drutach itp. Kształt ciała przeważnie taki sam jak u jerzyków, na głowie jednak mają długi czubek z piór, duże oczy, kciuk skierowany do tyłu. Odpoczywają i nocują wysoko na drzewach. Upierzenie gęste, miękkie, połyskujące niebieskoszaro do brązowego. Występuje dymorfizm płciowy.

## Systematyka

### Etymologia
- Hemiprocne: gr. ἡμι- hēmi- „pół, mały, podobny do”, od ἡμισυς hēmisus „połowa”; łac. progne lub procne „jaskółka” (zob. Progne)[12].
- Macropteryx: gr. μακρος makros „długi”; πτερυξ pterux, πτερυγος pterugos „skrzydło”[13]. Gatunek typowy: Hirundo longipennis Rafinesque, 1802.
- Dendrochelidon: gr. δενδρον dendron „drzewo”; χελιδων khelidōn, χελιδονος khelidonos „jaskółka”[14]. Gatunek typowy: Hirundo longipennis Rafinesque, 1802.
- Palestre: Palaeste, port morski Epiru, rzekome wejście do Hadesu[15]. Gatunek typowy: Hirundo longipennis Rafinesque, 1802.
- Chelidonia: gr. χελιδονιος khelidonios „jak jaskółka”, od χελιδων khelidōn, χελιδονος khelidonos „jaskółka”[16]. Gatunek typowy: Cypselus mystaceus Lesson & Garnot, 1827.

### Podział systematyczny
Do rodziny należy jeden rodzaj Hemiprocne z następującymi gatunkami:
- Hemiprocne coronata (Tickell, 1833) – czubik koroniasty
- Hemiprocne longipennis (Rafinesque, 1802) – czubik rudolicy
- Hemiprocne comata (Temminck, 1824) – czubik mały
- Hemiprocne mystacea (Lesson & Garnot, 1827) – czubik wąsaty